# ロシア連邦軍参謀本部軍事アカデミー
ロシア連邦軍参謀本部軍事アカデミー（ロシアれんぽうぐん さんぼうほんぶ ぐんじアカデミー、ロシア語: Военная академия Генерального штаба Вооруженных сил Российской Федерации、英語: Military Academy of the General Staff of the Armed Forces of Russia）は、ロシア連邦軍の幕僚学校。将官候補者の教育を行う。所在地はモスクワ・ホルツノヴァ通り14番地。

## 概要

校旗

参謀アカデミーは帝政時代の1832年から存在していた（ロシア帝国軍参謀本部アカデミー）。1918年設立のフルンゼ軍事アカデミーに設置されていた高級指揮課程を基に、1936年にソビエト連邦軍の教育機関として設立された。
佐官（大佐・中佐・少佐）の階級で当校に入学できたが、ほとんどの学生は大佐昇進直後の士官か、将官のいずれかであった。原則として30代後半で入学する。当校に選抜された将校は、まず該当する兵科または支部のアカデミーに通うことになる。まだ将官や提督でなかった卒業生は、通常、課程修了後しばらくしてこの階級に昇進した。士官学校の修業年限はわずか2年で、兵科学校やアカデミーの修業年限が3年であるのとは対照的であった。
参謀本部の教授や学生は、ロパーチン少佐のソ連末期時の赤軍再編に関する議論に関与し、大幅な兵力削減について具体的な提案を行ったとされる。
2017年11月22日の時点で、ウラジミール・ザルドニツキー大将が校長を務めている。

## 校名の変遷
- 1832年：帝国軍事アカデミー
- 1855年：ニコライ皇帝参謀本部アカデミー
- 1909年：ニコライ皇帝軍事アカデミー
- 1910年：帝国ニコライ皇帝軍事アカデミー
- 1917年：ニコライ皇帝軍事アカデミー
- 1918年：赤軍参謀本部軍事アカデミー
- 1921年：赤軍軍事アカデミー
- 1936年：赤軍参謀本部アカデミー
- 1941年：赤軍参謀本部軍事アカデミー「K・E・ヴォロシーロフ」
- 1942年：Höhere Militärakademie der RABA „K.J. Woroschilow“
- 1958年：ソビエト連邦軍参謀本部軍事アカデミー
- 1969年：ソビエト連邦軍参謀本部軍事アカデミー「K・E・ヴォロシーロフ」
- 1992年：ロシア連邦軍参謀本部軍事アカデミー